# 耿日椿
耿日椿，河北新城人，是一名清朝政治人物。
耿日椿曾于咸丰六年(1856年)接替王肇谦任漳州府知府一职，咸丰七年(1857年)由王澍接任。